# Leptoxis ampla
Leptoxis ampla är en snäckart som först beskrevs av Anthony 1855.  Leptoxis ampla ingår i släktet Leptoxis och familjen Pleuroceridae. IUCN kategoriserar arten globalt som sårbar. Inga underarter finns listade i Catalogue of Life.

## Bildgalleri

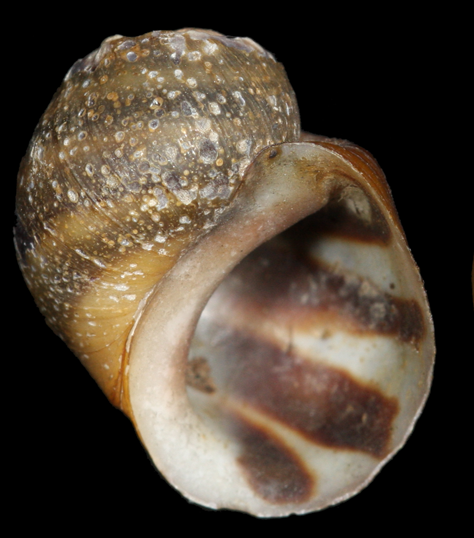
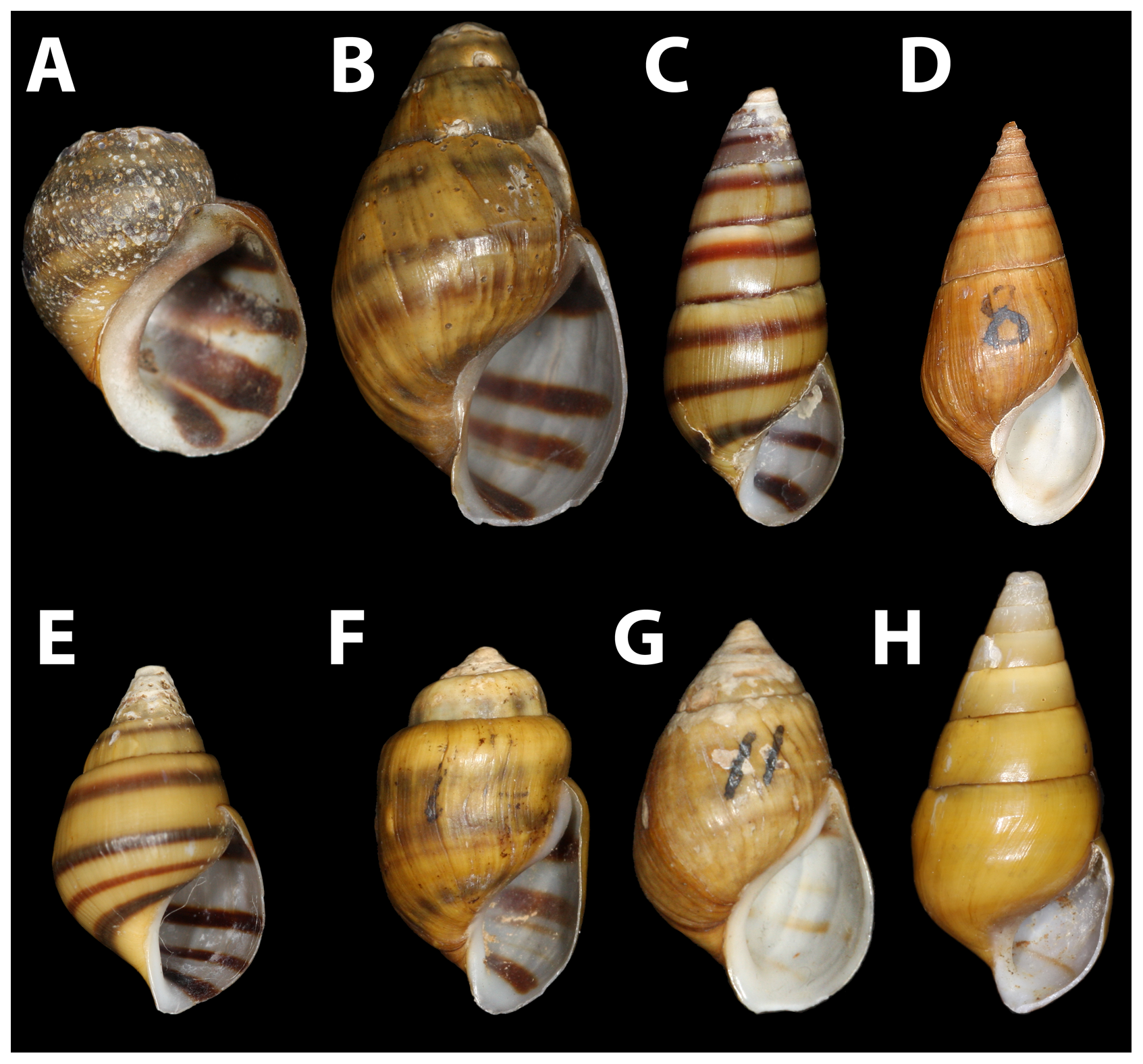